# Königsberger Klopse

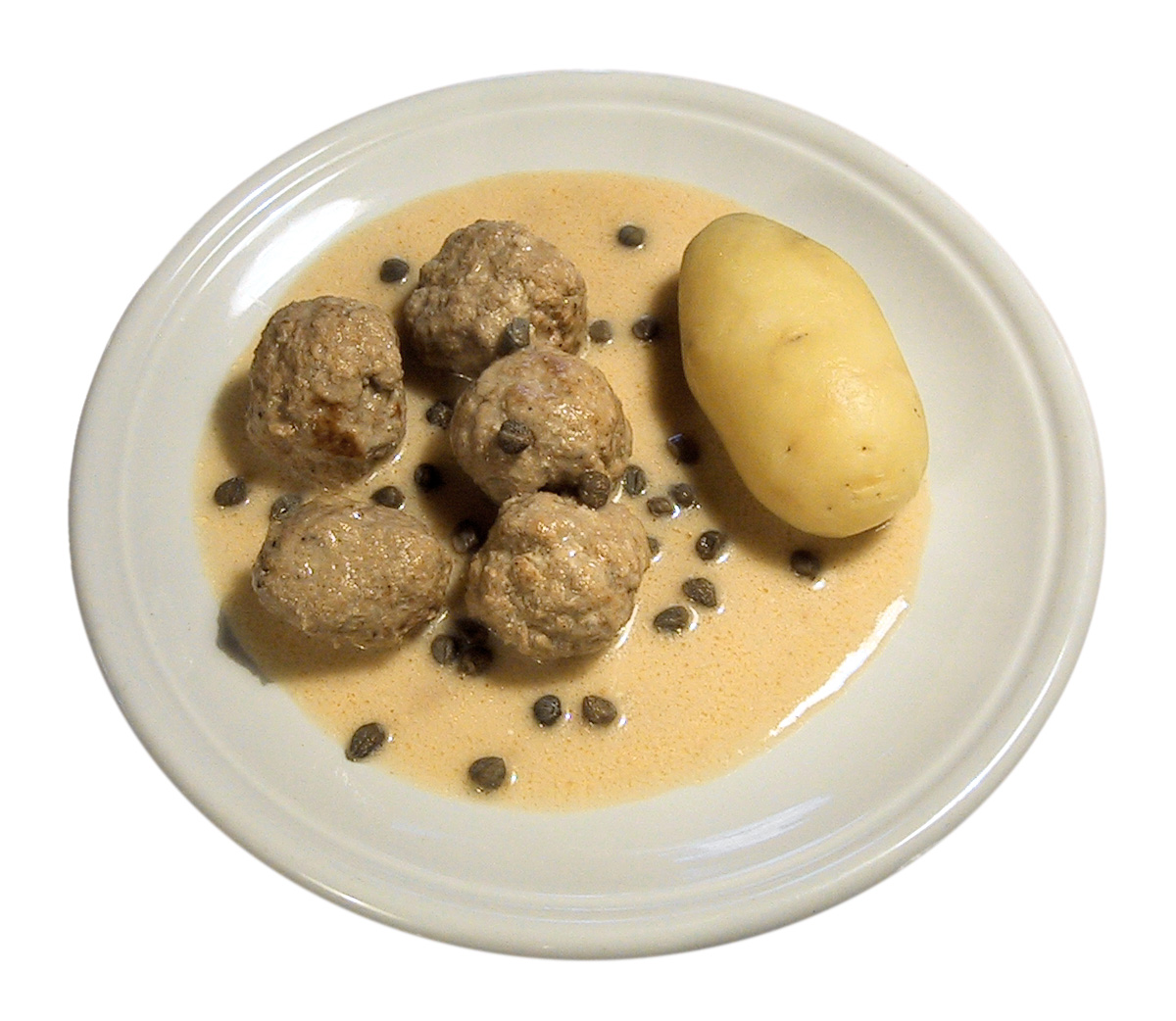
Königsberger Klopse

Königsberger Klopse is een Oost-Pruisische specialiteit van gekookte vleesknoedels in witte saus met kappertjes. 
Het wordt gemaakt uit gehakt van kalfs- of rundvlees en varkensvlees met ansjovissen, uien, geweekt wit brood, ei en specerijen. De balletjes worden gegaard in zout water (eventueel met azijn of witte wijn) met uien, peperkorrels, piment en laurier. De saus wordt gemaakt van boter, meel en een deel van het kookvocht (= inmiddels bouillon) van de balletjes, gebonden met room en eigeel en op smaak gebracht met citroensap en kappertjes. Dit kan gegeten worden met aardappelen of rijst. 
Volgens een rondvraag aan het Forsa-Instituut hebben de Königsberger Klopse met 93% de hoogste regionale bekendheidsgraad in Duitsland. 